# Liste der Bodendenkmäler in Schwanfeld
Auf dieser Seite sind die Bodendenkmäler in der unterfränkischen Gemeinde Schwanfeld zusammengestellt. Diese Tabelle ist eine Teilliste der Liste der Bodendenkmäler in Bayern. Grundlage ist die Bayerische Denkmalliste, die auf Basis des Bayerischen Denkmalschutzgesetzes vom 1. Oktober 1973 erstmals erstellt wurde und seither durch das Bayerische Landesamt für Denkmalpflege geführt wird. Die folgenden Angaben ersetzen nicht die rechtsverbindliche Auskunft der Denkmalschutzbehörde.

## Bodendenkmäler der Gemeinde Schwanfeld

### Bodendenkmäler in der Gemarkung Opferbaum
| Lage                 | Objekt                     | Akten-Nr.     | Bild |
| -------------------- | -------------------------- | ------------- | ---- |
| Opferbaum (Standort) | Siedlung des Neolithikums. | D-6-6026-0179 |      |

### Bodendenkmäler in der Gemarkung Schwanfeld
| Lage                  | Objekt | Akten-Nr.     | Bild |
| --------------------- | --- | ------------- | ---- |
| Schwanfeld (Standort) | Siedlung und Brandgräber der Urnenfelderzeit sowie verebnete Grabhügel vorgeschichtlicher Zeitstellung. | D-6-6026-0018 |      |
| Schwanfeld (Standort) | Siedlung der Linearbandkeramik und des Mittelneolithikums sowie der Hallstattzeit. | D-6-6026-0020 |      |
| Schwanfeld (Standort) | Siedlung des Neolithikums und der frühen Latènezeit. | D-6-6026-0021 |      |
| Schwanfeld (Standort) | Siedlung der Linearbandkeramik und der Michelsberger Kultur. | D-6-6026-0025 |      |
| Schwanfeld (Standort) | Körpergräber der Merowingerzeit. | D-6-6026-0026 |      |
| Schwanfeld (Standort) | Untertägige Teile der spätmittelalterlichen Kirche des ehemaligen Zisterzienserinnenklosters Heiligenthal sowie Fundamente abgegangener Klosterbauten und Körpergräber des späten Mittelalters und der frühen Neuzeit. | D-6-6026-0027 |      |
| Schwanfeld (Standort) | Körpergrab der Glockenbecherkultur. | D-6-6026-0028 |      |
| Schwanfeld (Standort) | Siedlung der Hallstattzeit. | D-6-6026-0030 |      |
| Schwanfeld (Standort) | Siedlung und Körpergräber der Linearbandkeramik, Siedlung des Mittelneolithikums, der Bernburger Kultur und der Hallstattzeit sowie Grabenwerk des Mittelneolithikums.                                                 | D-6-6026-0031 |      |
| Schwanfeld (Standort) | Siedlung der Latènezeit. | D-6-6026-0035 |      |
| Schwanfeld (Standort) | Siedlung vor- und frühgeschichtlicher Zeitstellung. | D-6-6026-0102 |      |
| Schwanfeld (Standort) | Siedlung vor- und frühgeschichtlicher Zeitstellung. | D-6-6026-0105 |      |
| Schwanfeld (Standort) | Siedlung der Hallstattzeit. | D-6-6026-0106 |      |
| Schwanfeld (Standort) | Siedlung vor- und frühgeschichtlicher Zeitstellung. | D-6-6026-0107 |      |
| Schwanfeld (Standort) | Grabenwerk vorgeschichtlicher Zeitstellung. | D-6-6026-0108 |      |
| Schwanfeld (Standort) | Bestattungsplatz mit verebneten Grabhügeln vorgeschichtlicher Zeitstellung. | D-6-6026-0175 |      |
| Schwanfeld (Standort) | Siedlung vor- und frühgeschichtlicher Zeitstellung. | D-6-6026-0188 |      |
| Schwanfeld (Standort) | Mittelalterlicher oder frühneuzeitlicher Erdstall. | D-6-6026-0192 |      |
| Schwanfeld (Standort) | Archäologische Befunde im Bereich der Katholischen Pfarrkirche St. Michael von Schwanfeld mit untertägigen Teilen der frühneuzeitlichen Gadenanlage.                                                                   | D-6-6026-0271 |      |
| Schwanfeld (Standort) | Archäologische Befunde und Funde im Bereich des ehemaligen Schlosses von Schwanfeld. | D-6-6026-0326 |      |
| Schwanfeld (Standort) | Siedlung der Bronzezeit. | D-6-6026-0328 |      |
| Schwanfeld (Standort) | Freilandstation des Spätpaläolithikums. | D-6-6026-0329 |      |
| Schwanfeld (Standort) | Freilandstation des Spätpaläolithikums. | D-6-6026-0330 |      |

### Bodendenkmäler in der Gemarkung Wipfeld
| Lage               | Objekt                                                | Akten-Nr.     | Bild |
| ------------------ | ----------------------------------------------------- | ------------- | ---- |
| Wipfeld (Standort) | Siedlung der Linearbandkeramik.                       | D-6-6026-0012 |      |
| Wipfeld (Standort) | Siedlung und rundes Grabenwerk der Linearbandkeramik. | D-6-6026-0095 |      |